# 梦天木门

logo

梦天木门是一个1989年建立的中国家具品牌，为总部设于浙江庆元县松源镇梦天工业园的浙江梦天木业有限公司的旗下产品，它是中国最早研发、生产和销售木质复合门的企业。公司引进德国、荷兰、台湾等地的生产设备1000多台，拥有丽水庆元县、嘉兴嘉善县两个生产基地，占地总面积500多亩，员工3600多人，年生产能力为210万套实木复合门。

## 简介

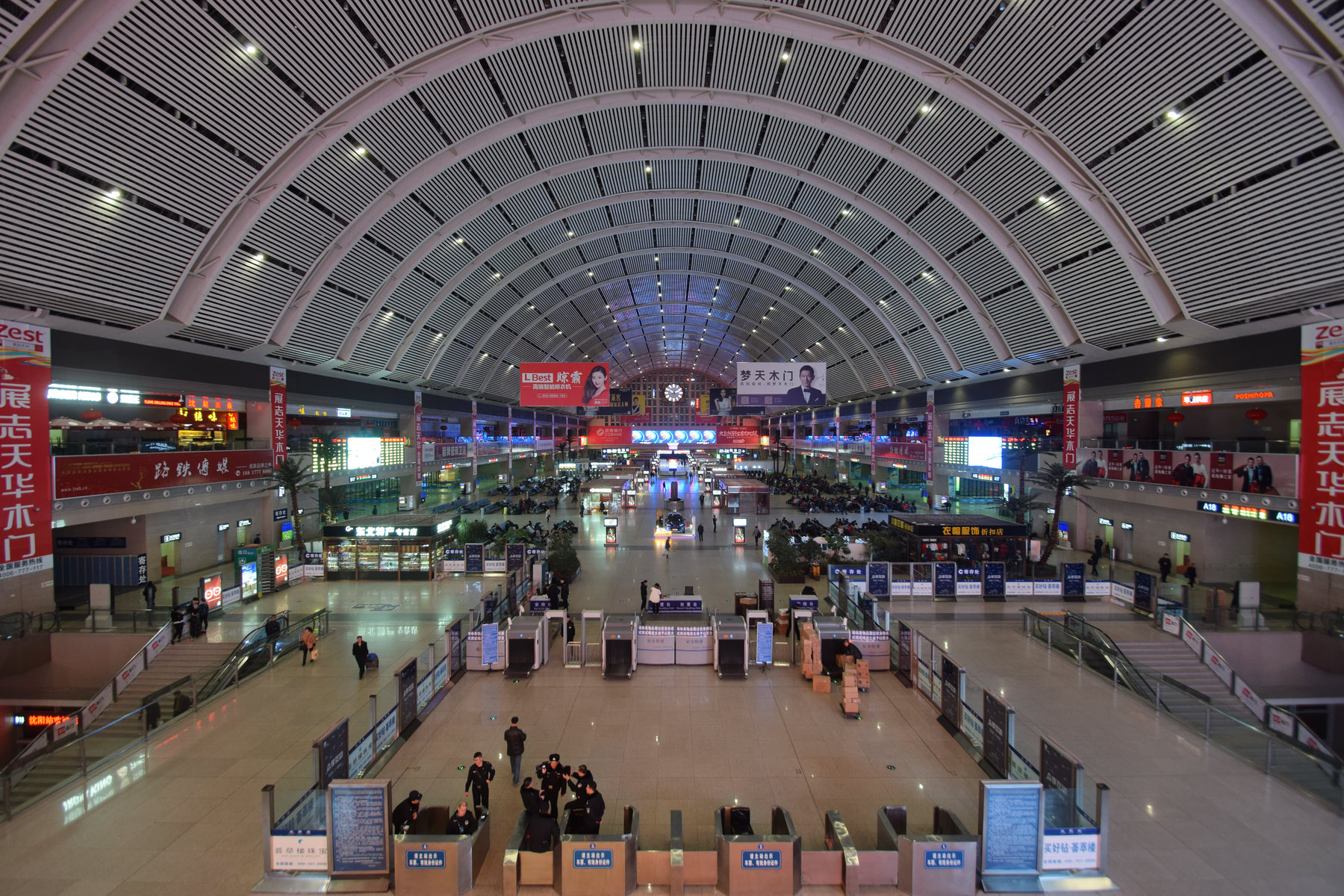
位于沈阳站候车大厅的广告，2017年

公司已在中国许多城市建立了600多家专卖店，并与恒大地产、万科地产、万达地产、朗诗地产等中国主要房地产企业建立了战略合作伙伴关系。并与欧美市场的Masonite、Home Depot等国际家居建材零售商建立了长期的合作关系。品牌传播语为“高档装修，用梦天木门”。
2015年梦天木门聘请香港艺人刘德华成为品牌形象代言人。

## 荣誉
- 2010年，获中国家居消费口碑榜金奖
- 2011年4月，获中国木门领军企业/品牌称号
- 2011年5月，获首届中国门业（木质门）十大白金奖
- 2012年4月，获中国驰名商标